# Algyő
Algyő (Kroatisch: Đeva) is een plaats en gemeente in het Hongaarse comitaat Csongrád. De gemeente ligt aan de rivier de Tisza op 10 kilometer van de comitaatshoofdstad Szeged. De gemeente Algyő heeft 5066 inwoners (2014) waarvan de overgrote meerderheid de Hongaarse nationaliteit heeft. Een kleine minderheid wordt gevormd door de Roma.

## Geschiedenis
De plaats wordt voor het eerste genoemd in het jaar 1138. De grootgrondbezitters waren de leden van de familie Pallavicini. In 1879 werd de plaats geheel verwoest door de overstroming van de rivier de Tisza. In 1973 werd de gemeente bij Szeged gevoegd, in 1997 werd de gemeente weer zelfstandig.